# Fritiof
Cette page présente le prénom Fritiof ainsi que ses variantes.
Fritiof (ou Frithiof) est un prénom masculin scandinave dérivé du vieux norrois Friðþjófr, composé des éléments friðr « paix » et þjófr « voleur ». Ce prénom suédois, assez rare de nos jours, peut également se rencontrer en Finlande parmi la population suédophone. Sa variante norvégienne est Fridtjof.
Le prénom Fritiof est à l'origine du patronyme suédois Frit(h)iofsson signifiant « Fils de Fritiof ».

## Personnalités portant ce prénom
- Fritiof Andersen (en) (1898–1954), athlète danois ;
- Fritiof Billquist (en) (1901–1972), acteur suédois ;
- Fritiof Fryxell (en) (1900–1986), géologue américain ;
- Fritiof Karlsson (en) (1892–1984), homme politique suédois ;
- Fritiof Nilsson Piraten (en) (1895–1972), auteur suédois ;
- Fritiof S. Sjöstrand (en) (1912–2011), physicien suédois ;
- Fritiof Svensson (1896–1961), lutteur suédois.